# Port lotniczy Kefalinia
Port lotniczy Kefalinia (IATA: EFL, ICAO: LGKF) – port lotniczy położony 9 km na południe od miejscowości Argostoli na wyspie Kefalinia w Grecji. Operatorem zarządzającym portem jest niemiecka spółka Fraport.

## Linie lotnicze i połączenia
| Linia lotnicza        | Kierunek |
| --------------------- | --- |
| Aegean Airlines       | 1. Ateny |
| Air Serbia            | Sezonowe czartery: 1. Belgrad |
| Austrian Airlines     | Sezonowo: 1. Wiedeń |
| Avanti Air            | Sezonowe czartery: 1. Graz 2. Linz |
| British Airways       | Sezonowo: 1. Londyn-Heathrow |
| Condor                | Sezonowo: 1. Monachium |
| Discover Airlines     | Sezonowo: 1. Frankfurt (od 26 maja 2025) 2. Monachium                                                                                         |
| EasyJet               | Sezonowo: 1. Bristol 2. Edynburg 3. Londyn-Gatwick 4. Manchester 5. Mediolan-Malpensa 6. Neapol 7. Nicea 8. Wenecja                           |
| ITA Airways           | Sezonowo: 1. Rzym-Fiumicino |
| Jet2.com              | Sezonowo: 1. Birmingham 2. Bristol 3. East Midlands 4. Glasgow 5. Leeds/Bradford 6. Londyn-Stansted 7. Manchester 8. Newcastle                |
| Norwegian Air Shuttle | Sezonowo: 1. Oslo-Gardermoen |
| People's              | Sezonowo: 1. St. Gallen-Altenrhein |
| Ryanair               | Sezonowo: 1. Mediolan Bergamo 2. Londyn-Stansted 3. Piza 4. Rzym-Fiumicino 5. Wiedeń                                                          |
| Sky Express           | 1. Ateny 2. Zakintos |
| Smartwings            | Sezonowo: 1. Praga Sezonowe czartery: 1. Budapeszt                                                                                            |
| Transavia             | Sezonowo: 1. Amsterdam 2. Paryż-Orly |
| TUI Airways           | Sezonowo: 1. Birmingham 2. Bournemouth 3. Bristol 4. Cardiff 5. East Midlands 6. Londyn-Gatwick 7. Londyn-Stansted 8. Manchester 9. Newcastle |
| TUI fly Netherlands   | Sezonowo: 1. Amsterdam |
| Tus Airways           | Sezonowo: 1. Larnaka |
| Volotea               | Sezonowo: 1. Neapol |
| Wizz Air              | Sezonowo: 1. Rzym-Fiumicino |